# Oxythyrea pantherina
Oxythyrea pantherina – gatunek chrząszcza z rodziny poświętnikowatych i podrodziny kruszczycowatych. Zamieszkuje Afrykę Północną.

## Taksonomia
Gatunek ten opisali po raz pierwszy w 1833 roku Hippolyte Louis Gory i Achille Rémy Percheron pod nazwą Cetonia pantherina. Bywał uznawany za podgatunek łanochy pobrzęcz.

## Morfologia

### Owad dorosły
Chrząszcz o owalnym ciele długości od 8 do 11 mm, ubarwionym błyszcząco czarno, z wierzchu biało plamkowanym, a na krawędziach bocznych przedplecza z białym obrzeżeniem. Wierzch przedplecza jest płaski i równomiernie zaokrąglony. Sześć białych plamek na jego środku rozmieszczonych jest w dwóch szeregach podłużnych. Na pokrywach występuje po pięć rzędów. Śródpiersie ma krótki i szeroki wyrostek międzybiodrowy. Odnóża tylnej pary mają wierzchołki goleni rozszerzone na zewnętrznej krawędzi w trzy ząbki, z których środkowy jest bardziej tępy od pozostałych. Odwłok ma plamki na sternitach, w tym podłużny szereg czterech plam pośrodku spodu. Genitalia samca cechują się smuklejszymi niż u łanochy pobrzęcz paramerami.

### Larwa
Pędrak trzeciego stadium osiąga od 16 do 26 mm długości ciała. Półkolista, grzbietowo spłaszczona głowa ma barwę żółtawą do żółtawobrązowej i pozbawiona jest mikrorzeźby. Nadgębie ma tęgie, stożkowate szczecinki na zygum, od pięciu do siedmiu jajowatych szczecinek na każdym akantoparium, a chetoparia mają od 56 do 79 szczecinek po stronie prawej i od 43 do 59 po stronie lewej. Żuwaczki są niesymetryczne; lewa ma wierzchołkowy z ząbków tnących sierpowaty i od dwóch do trzech razy większy od przedwierzchołkowego. Pole strydulacyjne żuwaczki zawiera od 12 do 17 poprzecznych listewek, z których te w dosiebnej ⅓ są wąskie, a pozostałe szerokie. Języczek ma części bliższej szeregu od 10 do 14 wyrostków zmysłowych dzwonkowatych i tęgich szczecinek lancetowatych. Odnóża mają długie, włosowate szczecinki lub tęgie szczecinki kolcowate. Odwłok ma wierzch ostatniego segmentu skąpo porośnięty szczecinkami o haczykowatych szczytach. Raster ma od 27 do 27 pali rozmieszczonych w podkowiastym szeregu oraz szeroko-jajowatą, prawie tak szeroką jak długą septulę.

## Ekologia i występowanie
Owad ten zasiedla tereny półpustynne i ruderalne z roślinnością zielną i krzewiastą. Larwy przechodzą rozwój pod ziemią, żerując na korzeniach roślin zielnych, ściółce i rozkładającym się drewnie. Szczyt pojawu osobników dorosłych wypada między lutym i kwietniem. Żerują na kwiatach. Czasem współwystępują z O. tripolitana, a siedliskach przejściowych z łanochą pobrzęcz.
Owad palearktyczny, północnoafrykański, notowany z Maroka, Algierii, Tunezji i Libii.